# Antoaneta Kostadinova
Antoaneta Boneva (Targovishte, 17 de janeiro de 1986) é uma atiradora olímpica búlgara.

## Carreira

### Rio 2016
Antoaneta Boneva representou seu país nas Olimpíadas de 2016, na prova de Tiro nos Jogos Olímpicos de Verão de 2016 - Pistola 25 m feminino, ela terminou em 8ª na final olímpica.